# Leopardo-do-sinai
O Leopardo-do-sinai (Panthera pardus jarvisi) é uma subespécie de leopardo encontrada na península do Sinai e nas montanhas perto de Eilat. Ele foi descrito como uma subespécie distinta, porém a análise genética indica que ele pertence a subespécie do leopardo-persa.
Desde 1990 é considerada uma subespécie extinta da natureza.